# Cunningham (cratère)
Pour les articles homonymes, voir Cunningham.
Cunningham est un cratère d'impact présent sur la surface de Mercure. 
Le cratère fut ainsi nommé par l'Union astronomique internationale en 2008 en hommage à la photographe américaine Imogen Cunningham. 
Son diamètre est de 37 km. Il se situe dans le quadrangle de Raditladi (quadrangle H-4) de Mercure. 